# Jaime Fernandez (Ruderer)
Jaime Francisco Fernandez (* 4. April 1971 in Melbourne) ist ein ehemaliger australischer Ruderer und olympischer Medaillengewinner.

## Sportliche Karriere
Der 1,93 m große Jaime Fernandez gehörte bei den Olympischen Spielen 1992 in Barcelona erstmals zum australischen Achter und belegte den fünften Platz. Im Jahr darauf folgte der vierte Platz bei den Weltmeisterschaften 1993. 1994 ruderte Fernandez im australischen Vierer mit Steuermann, der den fünften Platz bei den Weltmeisterschaften in Indianapolis erreichte. 1995 kehrte er in den Achter zurück und belegte den elften Platz bei den Weltmeisterschaften 1995. Bei den Olympischen Spielen 1996 in Atlanta erreichte der australische Achter mit Fernandez den sechsten Platz.
Nach einem Jahr ohne internationalen Start kehrte Fernandez 1998 in den Achter zurück, mit dem er den sechsten Platz bei den Weltmeisterschaften belegte. Bei den Weltmeisterschaften 1999 folgte der siebte Platz. 2000 erreichte der australische Achter bei den Weltcup-Regatten in Wien und Luzern jeweils den zweiten Platz hinter den Briten. Auch vor heimischem Publikum bei den Olympischen Spielen in Sydney konnten die Australier die Briten nicht bezwingen, mit acht Zehntelsekunden Rückstand erhielten die Australier die Silbermedaille.